# Nesso
Nesso là một đô thị ở tỉnh Como trong vùng Lombardia, có cự ly khoảng 50 kilômét (31 mi) về phía bắc của Milano và khoảng 13 kilômét (8 mi) về phía đông bắc của Como. Tại thời điểm ngày 31 tháng 12 năm 2004, đô thị này có dân số 1.294 người và diện tích là 15 km².
Nesso giáp các đô thị: Argegno, Brienno, Caglio, Faggeto Lario, Laglio, Lezzeno, Pognana Lario, Sormano, Veleso, Zelbio.